# Dombeya wallichii
Espèce
Classification phylogénétique
Dombeya wallichii est une espèce de petit arbre originaire de Madagascar, cultivé comme espèce ornementale à travers le monde, sous climats tropicaux ou doux, pour la qualité de sa floraison qui donne de nombreux capitules pendants en forme de pompons roses. Cet arbre est ainsi judicieusement surnommé en anglais Pink ball tree.
L'épithète wallichii honore Nathaniel Wallich (1786-1854), botaniste britannique d'origine danoise.

## Description

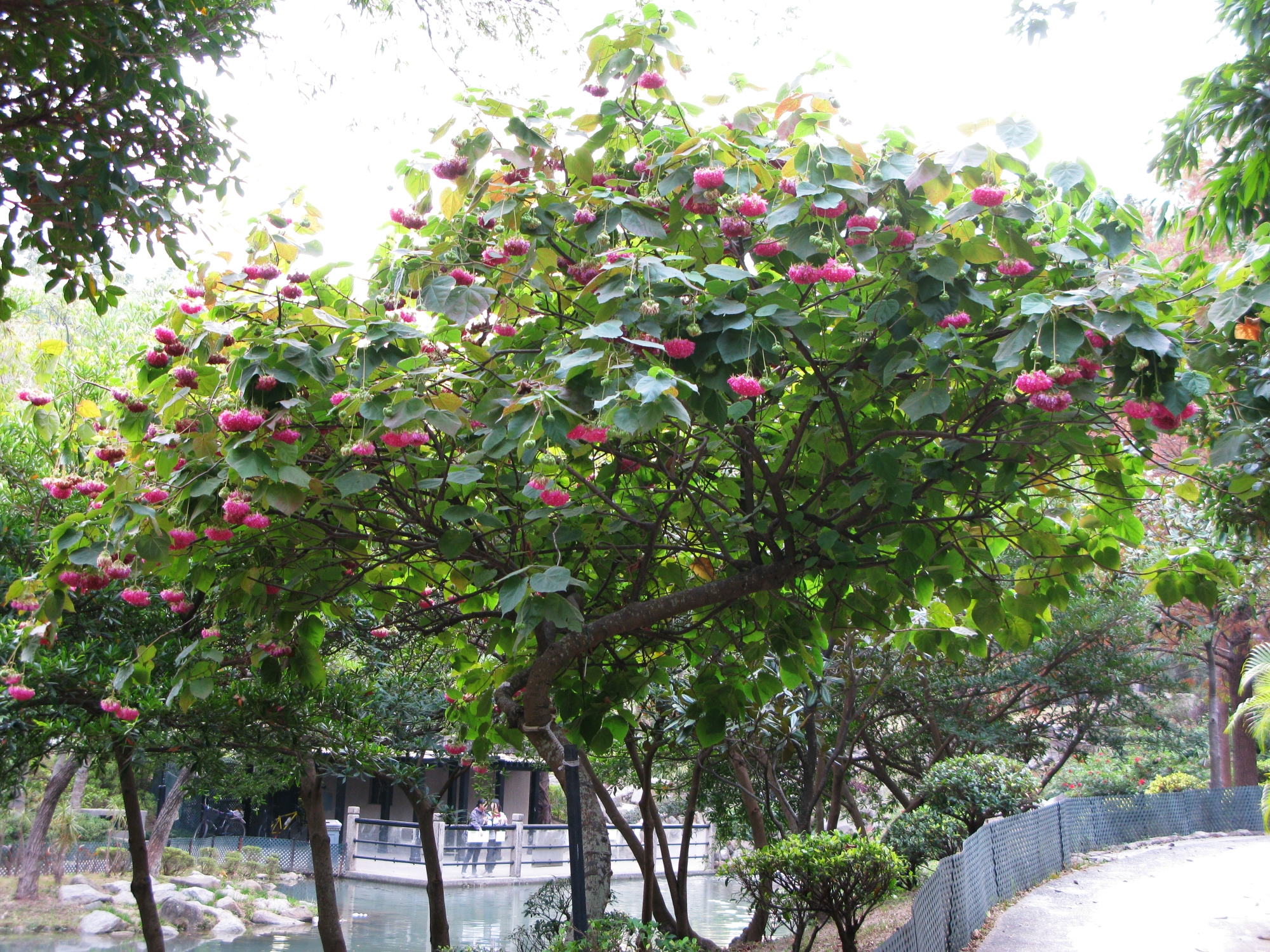
Arbre planté en ornement dans un parc de Hong Kong.

Dombeya wallichii peut atteindre 6 à 8 m de hauteur. C'est un arbre bien ramifié dont le feuillage est constitué de feuilles entières pouvant atteindre 20 à 25 cm de diamètre, cordiformes (ressemblant un peu à celles des tilleuls), rugueuses, insérées de manière alterne sur les rameaux et dotées à leur base de stipules foliacés. Le limbe forme parfois des lobes anguleux plus ou moins prononcés.
Les fleurs sont regroupées en capitules compacts d'un diamètre de 12 à 15 cm, pendant au bout de longs pédoncules. Elles possèdent cinq pétales de couleur vive, rose ou saumon. Ces pétales sont marcescents, et les petites boules de fleurs sèches subsistent ainsi sur l'arbre après la floraison.
Dombeya wallichii fleurit en hiver, ce qui a suscité l'intérêt des horticulteurs pour développer son introduction jusque sous des climats océaniques doux, comme au Portugal ou à Madère.

## Synonymes
- Astrapaea wallichii Lindl.

## Hybrides
L'hybride horticole Dombeya ×cayeuxii E. André résulte du croisement réalisé en 1895 entre Dombeya wallichii et  Dombeya burgessiae au jardin botanique de Lisbonne par Henri Cayeux.